# Fontanka
Fontanka (rusky Фонтанка) je řeka v Rusku, protékající centrem Petrohradu. Je dlouhá 7,6 km, široká 70 metrů a hluboká přes tři metry. Je levým ramenem Něvy, z níž vytéká na Kutuzovově nábřeží a vlévá se do ramene Velká Něva nedaleko Admiralitní loděnice půldruhého kilometru od místa, kde Něva ústí do Finského zálivu. Mezi řekami Fontankou a Mojkou se nachází Spasský ostrov (Peruka-saari). Na březích Fontanky se nachází Letní sad a Jusupovský sad, přes řeku bylo postaveno patnáct mostů, z nichž nejvýznamnější je Aničkovův, po kterém vede Něvský prospekt. 
Po založení Petrohradu tvořila řeka jeho jižní hranici a říkalo se jí Безымянный ерик (Bezejmenný průtok), současný název dostala roku 1737 podle toho, že se z ní brala voda pro fontány v okolí Letního paláce. V roce 1780 byly břehy Fontanky opatřeny žulovými stěnami a podle projektu Andreje Vasiljeviče Kvasova vzniklo nábřeží s množstvím výstavných klasicistních domů, které patří k chráněným kulturním památkám, jako je Michajlovský zámek, Fabergého muzeum, Šeremetěvský palác (kde žila Anna Andrejevna Achmatovová), Carská právnická škola, Jelizavetinská nemocnice nebo Státní divadlo mládeže na Fontance.